# Lithax incanus
Lithax incanus là một loài trong họ Goeridae. Chúng phân bố ở miền Cổ bắc.